# Trigonotis tenera
Trigonotis tenera är en strävbladig växtart som beskrevs av Ivan Murray Johnston. Trigonotis tenera ingår i släktet Trigonotis och familjen strävbladiga växter. Inga underarter finns listade i Catalogue of Life.